# Gaocun (köpinghuvudort i Kina, Shandong Sheng, lat 37,08, long 122,19)
Gaocun (kinesiska: 高村, 高村镇) är en köpinghuvudort i Kina. Den ligger i provinsen Shandong, i den östra delen av landet, omkring 460 kilometer öster om provinshuvudstaden Jinan. Antalet invånare är 26 603. Befolkningen består av 13 125 kvinnor och 13 478 män. Barn under 15 år utgör 5,0 %, vuxna 15-64 år 73 %, och äldre över 65 år 20,0 %.
Runt Gaocun är det tätbefolkat, med 411 invånare per kvadratkilometer. Närmaste större samhälle är Wendeng, 17,7 km nordväst om Gaocun. Trakten runt Gaocun består till största delen av jordbruksmark.
Genomsnittlig årsnederbörd är 717 millimeter. Den regnigaste månaden är juli, med i genomsnitt 210 mm nederbörd, och den torraste är januari, med 14 mm nederbörd.